# دادگاه قانون اساسی اکوادور
دادگاه قانون اساسی اکوادور (به اسپانیایی: Corte Constitucional del Ecuador)، پیش از این محکمه قانون اساسی اکوادور (Tribunal Constitucional del Ecuador) دادگاه قانون اساسی اکوادور است.

## تاریخچه
دادگاه به عنوان بخشی از بسته اصلاح قانون اساسی اکوادور در سال ۱۹۹۶ ایجاد شد. این دادگاه از نه دادرس تشکیل شده‌است.
این دادگاه تا به حال تحت تأثیر بحرانهای سیاسی اخیر اکوادور قرار گرفته‌است. در سال ۲۰۰۵، رئیس‌جمهور لوسیو گوتیرز با استفاده از مزایای ناچیز حزب خود در کنگره ملی، هشت عضو از نه عضو این دادگاه را جایگزین کرد.
در سال ۲۰۰۷، دادگاه درگیر رویارویی با رئیس‌جمهور تازه انتخاب شده رافائل کورئا شد. در تاریخ ۹ مارس، دادگاه به کورئا هشدار داد که اگر از تصمیم نهایی آن در مورد قانون اساسی همه‌پرسی ملی چشم پوشی کند، او غیرقانونی عمل کرده‌است. کورئا پاسخ داد که دادگاه «تحت سلطه احزاب سیاسی» است و هیچ اختیاری برای اقدام در این زمینه ندارد. احکام دادگاه اغلب توسط روسای جمهور اکوادور و کنگره نادیده گرفته شده‌است.

## تصمیمات قابل توجه
در پرونده 111-97-TC در سال ۱۹۹۷، دادگاه همجنسگرایی را در اکوادور غیرقانونی اعلام کرد. در سال ۲۰۱۹ در پرونده 11-18-CN / 19 دادگاه ازدواج همجنس‌گرایان در اکوادور را قانونی اعلام کرد.